# Хардстайл (танец)
Хардстайл, Hardstyle — один из стилей танцевального движения Тектоник. Появился предположительно в 2007 году.
Хардстайл — это агрессивный вариант танца Tecktonik; грубый, ломаный стиль, требующий хорошей физической подготовки. Здесь активно используются широкие, размашистые движения руками и прыжки. Танцуется под музыку в стиле Hardtrance – от 150 ударов в минуту. Существуют мужская и женская разновидности. Считается самым сложным стилем.
В связи с тем, что Тектоник — молодое танцевальное движение, границы между его стилями окончательно не сложились. Поэтому иногда хардстайл считают другим названием танца вертиго.